# Praya dubia
Praya dubia är en nässeldjursart som först beskrevs av Jean René Constant Quoy och Joseph Paul Gaimard 1833.  Praya dubia ingår i släktet Praya och familjen Prayidae. Inga underarter finns listade i Catalogue of Life.